# Janina Zofia Umiastowska
Janina Zofia Umiastowska (ur. 15 kwietnia 1860 w Moszczenicy, zm. 6 października 1941 w Rzymie) – markiza, założycielka Fundacji Rzymskiej im. J. Z. Umiastowskiej (Fondazione Romana Marchesa J.S. Umiastowska).

## Życiorys
Córka Jana Adama Ostroróg-Sadowskiego h. Lubicz (1807–1868) i Aleksandry z Pęcherzewskich h. Topór (1831–1917). W 1882 poślubiła zamożnego ziemianina z Wileńszczyzny hrabiego Władysława Umiastowskiego. Po śmierci męża w 1905 roku odziedziczyła cały majątek. Jej drugim mężem został wpływowy mecenas sztuki oraz konserwatywny publicysta hrabia Ignacy Karol Milewski.

### Kościół w Sobotnikach
Pochowała męża w podziemiach zbudowanego przez niego murowanego kościoła w Sobotnikach. Został on konsekrowany w 1904 roku, ale nie został wykończony. W 1906 roku wznawiała prace przy kościele kontynuując dzieło męża. Do nowego kościoła ofiarował dębową ambonę ozdobioną rzeźbami i herbami, pozłacany krzyż z brązu oraz obraz św. Władysława umieszczony w ołtarzu głównym, który zamówiła w Bawarii. Pius X nadał mu specjalne odpusty. Ufundowała obraz Matki Boskiej Szkaplerznej do ołtarza bocznego, a w 1913 roku kamienne stacje drogi krzyżowej. Była też fundatorką ławek, stalli i adamaszkowej chorągwi z wizerunkiem św. Władysława.

### Fundacje
Zgodnie z powziętym wspólnie z mężem postanowieniem, przekazała aktem darowizny z 6 marca 1922 majątek Żemłosław z przyległościami Uniwersytetowi Wileńskiemu tworząc Fundację Naukową Imienia Władysława i Janiny Umiastowskich. W listopadzie 1923 roku rozszerzyła ją zapisując 25% dochodów z eksploatacji lasów, a nawet w testamencie spisanym 6 marca 1922 roku zapisała cały swój majątek Uniwersytetowi. Ponieważ Fundacja była źle zarządzana, w 1926 roku zwróciła się do Ministra Wyznań Religijnych i Oświecenia Publicznego z pismem, w którym prosiła o przejęcie przez niego zarządu nad fundacją. Uzyskała przychylną odpowiedź, ale tymczasem sam Uniwersytet uporządkował sprawy fundacji.
W Kowaliszkach urządziła dom wypoczynkowy dla artystów, uczonych i literatów, a w Klewicy dla niezamożnych studentów. Papież Benedykt XV przyznał jej w 1921 tytuł margrabiny (markizy). W 1927 po koronacji obrazu Matki Boskiej Ostrobramskiej, której dokonał Kazimierz Skirmut, Umiastowska ufundowała kopię tego obrazu dla kościoła św. Stanisława w Rzymie. Jest ona mniejsza od oryginału, a wielkość została dostosowana do znajdującego się tam obrazu Matki Boskiej Częstochowskiej. Poprosił o to opiekujący się kościołem ksiądz Florczak. Szatę i korony zdobiące obraz wykonał ze srebra Ksawery Gorzuchowski, jubiler z Wilna. Srebrną ramę zaprojektował profesor Kubicki. Na górze znalazł się orzeł, na dole umieszczono nazwisko ofiarodawczyni.
Umiastowska przebywała dosyć często we Włoszech, a po wybuchu II wojny światowej osiadła na stałe w Rzymie, gdzie zmarła 6 października 1941. Została pochowana na cmentarzu Campo Verano w kaplicy Arciconfraternita del Preziosissimo Sangue di N.S.G.C. Symboliczną inskrypcją została upamiętniona na cmentarzu Powązkowskim w Warszawie (kwatera 19-1-21,22,23).
W testamencie przeznaczyła cały swój majątek na utworzenie fundacji swego imienia. Fundacja Rzymska im. J. Z. Umiastowskiej (Fondazione Romana Marchesa J.S. Umiastowska) rozpoczęła działalność w 1946, początkowo pomagając polskim artystom, którzy po zakończeniu wojny przebywali poza krajem. W późniejszym okresie Fundacja przyznawała stypendia młodym naukowcom z Polski na pobyt we Włoszech. Od 1989 jej podstawowym zadaniem jest dokumentowanie obecności i działalności Polaków we Włoszech w XX wieku. Fundacja ma bogatą bibliotekę, specjalizuje się w zbieraniu wydawnictw na temat 2. Korpusu i polonikach włoskich, posiada też zbiór polskich wydawnictw emigracyjnych.

## Wspomnienia
W 1928 roku w wydawnictwie Księgarnia Gebethnera i Wolfa ukazały się wspomnienia Umiastowskiej, które wydano pod pseudonimem Nałęcz. Otrzymały one tytuł Szmat ziemi i życia: opisy i wspomnienia, a wstęp napisał Czesław Jankowski. Warto zwrócić na ten fakt uwagę, gdyż jest on autorem wydanej w 1926 roku książki Fundacja żemłosławska w województwie wileńskiem, oraz wydanych pod koniec XIX wieku czterech tomów zatytułowanych Powiat oszmański. W powiecie tym znalazły się dobra Umiastowskich. Pisząc tekst poświęcony historii parafii i kościoła w Sobotnikach Umiastowska korzystała z dostępnych źródeł, czyli inwentarzy parafialnych i aktów zdawczych parafii (z 1908 roku). Chciała co prawda wykazać nieuczciwość księży, którzy nie zapisali w nich darowizn.

## Ordery i odznaczenia
- Krzyż Komandorski Orderu Odrodzenia Polski (8 listopada 1930)[15]
- Złoty Krzyż Zasługi (31 stycznia 1939)[16]